# Manuel Baixauli i Mateu
Manuel Baixauli Mateu (Sueca, Ribera Baixa, 2 d'octubre de 1963) és un escriptor i pintor valencià. Va estudiar Belles Arts i es dedica professionalment a l'ensenyament de la pintura. La seua obra literària comprèn Espiral, un llibre de relats i microrelats publicat l'any 1998 i de nou l'any 2010 (després d'un procés de reescriptura); cinc novel·les: Verso (2002), L'home manuscrit (2007), La cinquena planta (2014), Ignot (2020) i Cavall, atleta, ocell (2024); així com un recull dels articles publicats al suplement Quadern de l'edició per al País Valencià del diari El País, amb el títol Ningú no ens espera, il·lustrat amb nombrosos dibuixos del mateix autor.
L'any 2020 va rebre una de les Beques per a la creació literària de la Institució de les Lletres Catalanes pel projecte L'artefacte, que donaria lloc a la seva cinquena novel·la: Cavall, atleta, ocell, guardonada amb el Premi Òmnium a la millor novel·la de l'any 2024. A banda d'aquest reconeixement, ha rebut diversos premis literaris pels volums publicats.
El crític literari Francesc Calafat ha destacat que Baixauli sobresurt entre els autors que volen construir "artefactes imaginatius" i en la creació d'uns personatges amb els quals "explora l'irreal i l'estupefacció".

## Obra
- Espiral (Columna, 1998)
- Verso (Bromera, 2002)[5]
- L'home manuscrit Barcelona / Palma, (Proa / Moll, 2007)[6]
- La cinquena planta (Proa, 2014)[7]
- Ningú no ens espera (Edicions del Periscopi, 2016)[8]
- Ignot (Periscopi, 2020)[9]
- Cavall, atleta, ocell (Periscopi, 2024)

## Premis i reconeixements
- Premi Ciutat de Badalona - Països Catalans Solstici d'Estiu, per Espiral (1998) (Premis Literaris Ciutat de Badalona)
- Premi Ciutat d'Alzira de Novel·la, per Verso (2001)[10]
- Premi Mallorca, per L'home manuscrit (2006)
- Premi de la Crítica de narrativa catalana per L'home manuscrit (2006)
- Premi Qwerty, per L'home manuscrit (2008)
- Premi Crítica de l'Institut Interuniversitari de Filologia, per L'home manuscrit (2008)
- Premi Salambó de narrativa catalana, per L'home manuscrit (2008)
- Premi de la Crítica dels Escriptors Valencians, per L'home manuscrit (2008)
- Premi de la Crítica de narrativa catalana, per L'home manuscrit (2008)
- Premi Llegir, de la Fundació Bromera (2012)
- Premis de la Crítica dels Escriptors Valencians, per La cinquena planta (2015)[11]
- Premi Joan Crexells de narrativa, per La cinquena planta[12]
- Premi Llibreter de literatura catalana (2020), per Ignot[13]
- Premi Òmnium a la millor novel·la de l'any (2024) per Cavall, atleta, ocell[2]